# モニカ・クリステンセン・ソロース
モニカ・クリステンセン・ソロース（Monica Kristensen Solås、1950年6月30日 - ）は、ノルウェーの雪氷学者、気象学者、極地探検家、犯罪小説家。

## 経歴
彼女は、スウェーデンのトルスビーに、スウェーデン人とノルウェー人の両親のもとに生まれ、子どもの頃にノルウェーのコングスヴィンガーに移り住んだ。
彼女は物理学を専攻してトロムソ大学を卒業し、北極や南極への数多くの遠征に参加した。1986年から1987年にかけて、彼女はロアール・アムンセンの南極点への到達ルートをたどる遠征の隊長を務めたが、南緯86度での撤退を余儀なくされた。彼女は、1989年に、王立地理学会から金メダル（創立者メダル）を贈られた。
1992年2月、彼女は同僚の雪氷学者ハインリヒ・エッゲンフェルナー (Heinrich Eggenfellner) とともに、ついに南極点を訪れた。これは小型飛行機を使用した私的な遠征であったが、アムンゼン・スコット基地のアメリカ人たちから援助を受け、スノーモービルを貸与されるなどした。一行は、1911年にアムンセンがテントを立てたと思われた場所にテントを張った。さらに1993年12月には、南極点にあるはずのアムンセンのテントを発見して、1994年にノルウェーで行われた冬季五輪で展示するために回収すること、などを目標に掲げた遠征に出発した。しかし、スノーボービルを用いたこの試みは、遠征隊員のひとりであったヨステイン・ヘルゲスタッド (Jostein Helgestad) がクレバスに落下して死亡し、他の隊員たちも、アメリカ合衆国の救援チームに救助される事態となって中止された。
その後、彼女はノルウェー北部やスヴァールバル諸島で研究を行い、2004年1月にはノルウェー海難救援協会の事務総長となり、2005年11月までその任にあった。
ソロースには、『Mot 90 Grader Syd』（1987年：書名は「南緯90度を目指して」といった意味）をはじめ、数多くの著書がある。